# Here Comes Your Man
"Here Comes Your Man" é uma canção da banda de rock alternativo norte-americana Pixies, sendo a quinta faixa do seu álbum de 1989, Doolittle. "Here Comes Your Man" foi escrita e cantada pelo líder da banda Black Francis e produzida por Gil Norton. A canção foi lançada como single em Junho de 1989 no Reino Unido e EUA, tendo chegado ao 3º posto na tabela U.S. Billboard Modern Rock Tracks.
Escrita por Francis na adolescência, "Here Comes Your Man" foi gravada para a sua cassete demo em 1987, mas não foi incluída tanto em Come On Pilgrim como Surfer Rosa, pois era vista pelos produtores como uma anomalia no repertório da banda. Os críticos viram "Here Comes Your Man" como a canção que lançou os Pixies. Jon Dolan da revista Spin comentou que era "a mais acessível canção de sempre de uma banda underground."

## Faixas
1. Here Comes Your Man (Francis) - 3:00
2. Wave of Mutilation [UK Surf] (Francis) - 3:00
3. Into the White - (Francis/Deal) - 4:42
4. Bailey's Walk - (Francis) - 2:23

## Posição nas paradas musicais
| Parada (1989)                                  | Melhor posição |
| ---------------------------------------------- | -------------- |
| Reino Unido (UK Singles Chart)                 | 54             |
| Estados Unidos (Billboard Alternative Airplay) | 3              |